# Lista de estações do Metrô do Recife
Esta lista inclui todas as estações do Metrô do Recife.

## Estações
| Nome                 | Linhas                                  | Localização             | Posição    | Inauguração | Latitude    | Longitude     |
| -------------------- | --------------------------------------- | ----------------------- | ---------- | ----------- | ----------- | ------------- |
| Aeroporto            | Linha Sul                               | Recife                  | Superfície | 2009        | 8° 8' 3" S  | 34° 54' 52" W |
| Afogados             | Linha Centro 1 Linha Centro 2           | Recife                  | Superfície | 1985        | 8° 4' 38" S | 34° 54' 22" W |
| Alto do Céu          | Linha Centro 1                          | Jaboatão dos Guararapes | Superfície | 1986        | 8° 5' 5" S  | 34° 58' 29" W |
| Antônio Falcão       | Linha Sul                               | Recife                  | Superfície | 2008        | 8° 6' 35" S | 34° 54' 32" W |
| Barro                | Linha Centro 1 Linha Centro 2           | Recife                  | Superfície | 1986        | 8° 5' 19" S | 34° 56' 44" W |
| Cajueiro Seco        | Linha Sul                               | Jaboatão dos Guararapes | Superfície | 2009        | 8° 10' 5" S | 34° 56' 3" W  |
| Camaragibe           | Linha Centro 1                          | Camaragibe              | Superfície | 2002        | 8° 1' 29" S | 34° 59' 42" W |
| Cavaleiro            | Linha Centro 2                          | Jaboatão dos Guararapes | Superfície | 1987        | 8° 5' 39" S | 34° 58' 22" W |
| Coqueiral            | Linha Centro 1 Linha Centro 2           | Recife                  | Superfície | 1986        | 8° 5' 28" S | 34° 57' 53" W |
| Cosme e Damião       | Linha Centro 1                          | Recife                  | Superfície | 2013        | 8° 2' 8" S  | 34° 59' 20" W |
| Curado               | Linha Centro 1                          | Recife                  | Superfície | 1986        | 8° 4' 33" S | 34° 58' 43" W |
| Edgar Werneck        | Linha Centro 1 Linha Centro 2           | Recife                  | Superfície | 1985        | 8° 5' 9" S  | 34° 56' 10" W |
| Engenho Velho        | Linha Centro 2                          | Jaboatão dos Guararapes | Superfície | 1987        | 8° 6' 28" S | 35° 0' 18" W  |
| Floriano             | Linha Centro 2                          | Jaboatão dos Guararapes | Superfície | 1987        | 8° 6' 24" S | 34° 59' 35" W |
| Imbiribeira          | Linha Sul                               | Recife                  | Superfície | 2005        | 8° 5' 24" S | 34° 54' 27" W |
| Ipiranga             | Linha Centro 1 Linha Centro 2           | Recife                  | Superfície | 1985        | 8° 4' 39" S | 34° 54' 48" W |
| Jaboatão             | Linha Centro 2                          | Jaboatão dos Guararapes | Superfície | 1987        | 8° 6' 39" S | 35° 0' 54" W  |
| Joana Bezerra        | Linha Centro 1 Linha Centro 2 Linha Sul | Recife                  | Superfície | 1985        | 8° 4' 23" S | 34° 53' 43" W |
| Largo da Paz         | Linha Sul                               | Recife                  | Superfície | 2005        | 8° 4' 53" S | 34° 54' 17" W |
| Mangueira            | Linha Centro 1 Linha Centro 2           | Recife                  | Superfície | 1985        | 8° 4' 45" S | 34° 55' 16" W |
| Monte dos Guararapes | Linha Sul                               | Jaboatão dos Guararapes | Superfície | 2009        | 8° 9' 15" S | 34° 55' 12" W |
| Porta Larga          | Linha Sul                               | Jaboatão dos Guararapes | Superfície | 2009        | 8° 8' 49" S | 34° 55' 3" W  |
| Prazeres             | Linha Sul                               | Jaboatão dos Guararapes | Superfície | 2009        | 8° 9' 39" S | 34° 55' 36" W |
| Recife               | Linha Centro 1 Linha Centro 2 Linha Sul | Recife                  | Superfície | 1985        | 8° 4' 6" S  | 34° 53' 5" W  |
| Rodoviária           | Linha Centro 1                          | Recife                  | Superfície | 1986        | 8° 3' 52" S | 34° 58' 52" W |
| Santa Luzia          | Linha Centro 1 Linha Centro 2           | Recife                  | Superfície | 1985        | 8° 5' 2" S  | 34° 55' 48" W |
| Shopping             | Linha Sul                               | Recife                  | Superfície | 2008        | 8° 6' 57" S | 34° 54' 37" W |
| Tancredo Neves       | Linha Sul                               | Recife                  | Superfície | 2008        | 8° 7' 19" S | 34° 54' 42" W |
| Tejipió              | Linha Centro 1 Linha Centro 2           | Recife                  | Superfície | 1986        | 8° 5' 25" S | 34° 57' 23" W |